# Reineckea carnea
Reineckea carnea är en sparrisväxtart som först beskrevs av Henry Charles Andrews, och fick sitt nu gällande namn av Carl Sigismund Kunth. Reineckea carnea ingår i släktet Reineckea och familjen sparrisväxter. Inga underarter finns listade i Catalogue of Life.